# انفجارهای ۲۰۱۵ تیانجین
در تاریخ ۱۲ اوت ۲۰۱۵، حداقل دو انفجار به فاصله ۳۰ ثانیه از یکدیگر در یک پایانه نگهداری کانتینرها در بندر تیانجین در منطقه جدید بینهای شهر تیانجین چین رخ داد. علت انفجار بلافاصله مشخص نشد، اما گزارش‌های اولیه به یک حادثه صنعتی اشاره داشتند. رسانه‌های دولتی چین اعلام کردند که حداقل منشأ انفجار اولیه از کانتینرهای حامل مواد ناشناخته خطرناک متعلق به شرکت حمل و نقل روهای، که یک شرکت متخصص در زمینه نگهداری مواد خطرناک است، بوده‌است.

## احتمال انفجار مواد اتمی (انفجار دوم)
آخرین تصاویر نشان می‌دهد که انفجار دوم دارای قدرت تخریب بالایی بوده‌است که در نتیجه باعث ایجاد دریاچه ای با مساحت حدود ۱۲٬۱۴۰ متر مربع شده‌است. این دریاچه می‌تواند اثباتی بر یک انفجار ۵ کیلوتنی باشد، انفجاری که معمولاً مختص به تسلیحات اتمی تاکتیکی است.